# بهية البكرية
بهية بنت عبد الله البكرية صحابية وفدت مع أبيها إلى الرسول محمد، وبايعاه، ثم دعاها الرسول ومسح على رأسها، ودعا لها ولوالدها، فولد لها ستون ولدًا، أربعون رجلًا، وعشرون امرأةً، واستشهد عشرون منهم.